# Adolf zu Hohenlohe-Ingelfingen
Adolf Karl Friedrich Ludwig Prinz zu Hohenlohe-Ingelfingen (født 21. eller 29. juli 1797 i Breslau, død 24. april 1873 i Koschentin) var tysk officer og politiker. Han tilhørte den feudal-konservative retning. 
Som yngre beklædte han forskellige embeder i Schlesien. Han var blandt andet landråd (amtmand). 
I 1847 gik han ind i preussisk landspolitik. Han var præsident for det preussiske overhus fra 1856 til 1862. I 1862 (fra 11. marts til september) var han kortvarigt ministerpræsident for Preussen. På denne post blev han afløst af Otto von Bismarck.